# Michel J. Lévesque
Michel J. Lévesque est un écrivain québécois de fantasy urbaine pour la jeunesse, né en 1971 dans les Laurentides au Québec.

## Biographie
Titulaire d'un diplôme en éducation spécialisée, Michel J. Lévesque a d'abord exercé le métier de bibliothécaire avant de se consacrer pleinement à l'écriture.

### Débuts littéraires
L'auteur commence sa carrière en publiant des nouvelles de science-fiction et de fantastique dans plusieurs revues spécialisées telles que Solaris, Nocturne et Galaxies. Il collabore également au fanzine Brins d'éternité, dans lequel il amorce son cycle de nouvelles futuristes mettant en scène les Menvatts : Les Clowns vengeurs. Plusieurs de ces textes seront réunis dans le recueil Noires Nouvelles.

### Romans et reconnaissance
Michel J. Lévesque tente d'abord de publier Samuel de la chasse-galerie, un roman destiné à un lectorat adulte. Suite à plusieurs refus éditoriaux, il adapte le texte pour un public adolescent (14 ans et plus), ce qui lui permet d'être publié rapidement par les éditions Médiaspaul. Le roman sera réédité en septembre 2011 par Québec Amérique dans la collection Titan.
En 2009, il lance la populaire série Arielle Queen chez Les Intouchables. Il poursuit avec la série Soixante-six (2011), la série Wendy Wagner (2011) chez Québec Amérique, ainsi que Psycho Boys (2012) publiée chez Hurtubise.
En 2012, il dirige la collection jeunesse d'horreur Les clowns vengeurs aux éditions Porte-Bonheur, rassemblant plusieurs auteurs québécois.

## Œuvres

### Romans[12]
- L'Ancienne Famille (Novella, Les Six Brumes, collection NOVA, 2007)
- Noires Nouvelles (Recueil de nouvelles, Les Intouchables, 2008)
- Samuel de la chasse-galerie (Roman, Médiaspaul, collection Jeunesse Pop, 2006) 
  - Réédition chez Québec Amérique, collection Titan, septembre 2011
- Automne, (collection Les quatre saisons, éditions Recto Verso, 2016)

#### SérieWendy Wagner
- Wendy Wagner 1 : Mort imminente (Roman, Québec Amérique, Tous Continents)

#### SériePsycho Boys(2 tomes)
- Psycho Boys 1 (Roman, Hurtubise)
- Psycho Boys 2 (Roman, Hurtubise)

#### SérieArielle Queen(10 tomes)
- Arielle Queen 1 : La société secrète des alters (Roman, Les Intouchables, 2007)
  - Réédition en France, éditions Hugo & Cie, 2009
  - A KNIGHT FOR A QUEEN, (traduction par Greg Kelm (en anglais), 8th house publishing, Montréal, 2016)
  - Réédition Éditions Pochette, 2016
- Arielle Queen 2 : Premier voyage vers l'Helheim (Roman, Les Intouchables, 2007)
  - Réédition Éditions Pochette, 2016
- Arielle Queen 3 : La riposte des elfes noirs (Roman, Les Intouchables, 2007)
  - Réédition Éditions Pochette, 2017
- Arielle Queen 4 : La nuit des reines (Roman, Les Intouchables, 2007)
  - Réédition Éditions Pochette, 2017
- Arielle Queen 5 : Bunker 55 (Roman, Les Intouchables, 2008)
- Arielle Queen 6 : Le Dix-huitième chant (Roman, Les Intouchables, 2008)
- Arielle Queen 7 : Le Voyage des huit (Roman, Les Intouchables, 2009)
- Arielle Queen 8 : Le règne de la Lune noire (Roman, Les Intouchables, 2009)
- Arielle Queen 9 : Saga Volsunga (Roman, Les Intouchables, 2010)
- Arielle Queen 10 : La Dame de l'ombre (Roman, Les Intouchables, novembre 2011)

#### Réédition de la série complète (incluant les 2 derniers tomes non apparus)
- Arielle Queen Intégrale 1 (Éditions SCARAB, mars 2022)
- Arielle Queen Intégrale 2 (Éditions SCARAB, mars 2022)
- Arielle Queen Intégrale 3 (Éditions SCARAB, mai 2022)
- Arielle Queen Intégrale 4 (Éditions SCARAB, août 2022)
- Arielle Queen Intégrale 5 (Éditions SCARAB, printemps 2023)[13]
- Arielle Queen Intégrale 6 (Éditions SCARAB, printemps 2023)[14]

#### SérieSoixante-Six(4 tomes)
- Soixante-Six 1 : Les tours du château (Roman, Les Intouchables, 2009) - Lauréat 2011 du Prix jeunesse des univers parallèles
- Soixante-Six 2 : Le cercueil de Cristal (Roman, Les Intouchables, 2009)
  - Rééditiés en un volume : La prisonnière, éditions Hugo et cie, France, 2011
- Soixante-Six 3 : Les larmes de la sirène (Roman, Les Intouchables, 2010)
- Soixante-Six 4 : Les billes d'or (Roman, Les Intouchables, septembre 2011
- Réédition de la série complète : PriZon, éditions ADA, collection Panache, janvier 2019[15]

#### SérieLes clowns vengeurs
- Concertos pour Odi-Menvatt, de Michel J. Lévesque (éditions Porte-Bonheur, avril 2012) 
  - Réédition : Éditions ADA, collection Corbeau, 2019[16]

#### Roman hors série
Prince-Charmant.com (éditions Monarque, 2022)

### Nouvelles
- Les parchemins (Solaris no 147, 2003)
  - reprise dans Noires Nouvelles (Les Intouchables, 2008)
- Tout s'arrête lorsqu'ils le coupent... (Horrifique #39, 2004) 
  - reprise dans Noires Nouvelles (Les Intouchables, 2008)
- Jez le déchu (Horrifique #40, 2004)
- Donnez-moi la main, Randhi (Horrifique #41, 2004)
- Porte ouverte sur Methlande (Solaris no 150, 2004)
  - reprise dans Noires Nouvelles (Les Intouchables, 2008)
- Une autre histoire de Menvatts (Brins d'éternité no 2, 2004)
  - reprise dans Noires Nouvelles (Les Intouchables, 2008) sous le titre Menvatt Requiem
- Somemos (Brins d'éternité no 3, 2004)
- Futurman (Galaxies no 37, 2005 (France))
  - reprise dans Noires Nouvelles (Les Intouchables, 2008)
- Menvatt Story (Brins d'éternité no 6, 2005)
  - reprise dans Noires Nouvelles (Les Intouchables, 2008)
- Menvatt Blues (Solaris no 156, 2005)
  - reprise dans Noires Nouvelles (Les Intouchables, 2008)
- L'Arcuride (Brins d'éternité no 10, 2006)
  - reprise dans Noires Nouvelles (Les Intouchables, 2008)C
- Miracle Markhoff (Brins d'éternité no 11, 2006)
- L'appât Stellanixe (Brins d'éternité no 12, 2006)
  - reprise dans Noires Nouvelles (Les Intouchables, 2008)
- La récompense (Nocturne #4, 2006)
- Le sang noir (Solaris no 161, 2007)
  - reprise dans Noires Nouvelles (Les Intouchables, 2008)
- La Terre ? (Brins d'éternité no 15, 2007)